# Callopistromyia annulipes
Callopistromyia annulipes – gatunek muchówki z rodziny Ulidiidae. Pierwotnie gatunek nearktyczny, od 2007 roku obserwowany także w Europie. Powszechnie zwana muchą pawią, ze względu na podobieństwo muchówki w pozycji z uniesionymi do góry skrzydłami do samców pawi z rozłożonymi ogonami.

## Opis
Całe ciało marmurkowo plamkowane. Jedynie golenie ciemno prążkowane, a stopy pomarańczowe. Odwłok pękaty, u samicy zakończony pokładełkiem. Skrzydła owalne, z charakterystycznym deseniem ułożonym z czarnych plam. Oczy czerwone, u obu płci rozdzielone szerokim czołem. Zaraz nad czułkami lekkie, czerwonawe zabarwienie.

## Biologia
Lata od kwietnia do października. Zamieszkuje dobrze nasłonecznione tereny otwarte. Obserwowana najczęściej na płaskich powierzchniach, na przykład na rozgrzanych konstrukcjach stalowych czy powalonych konarach drzew. Na tych drugich często widuje się grupki muchówek poruszających się w charakterystyczny sposób ze skrzydłami uniesionymi wysoko ponad tułów. Skrzydła stykają się wtedy ze sobą tworząc wyraźny wzór. To wyjątkowe zachowanie zaobserwowano zarówno u samców, jak i samic. Jego dokładna funkcja nie jest jeszcze w pełni poznana. Główna hipoteza głosi, że w taki sposób muchy mają wzbudzać zainteresowanie sobą nawzajem w trakcie zalotów.

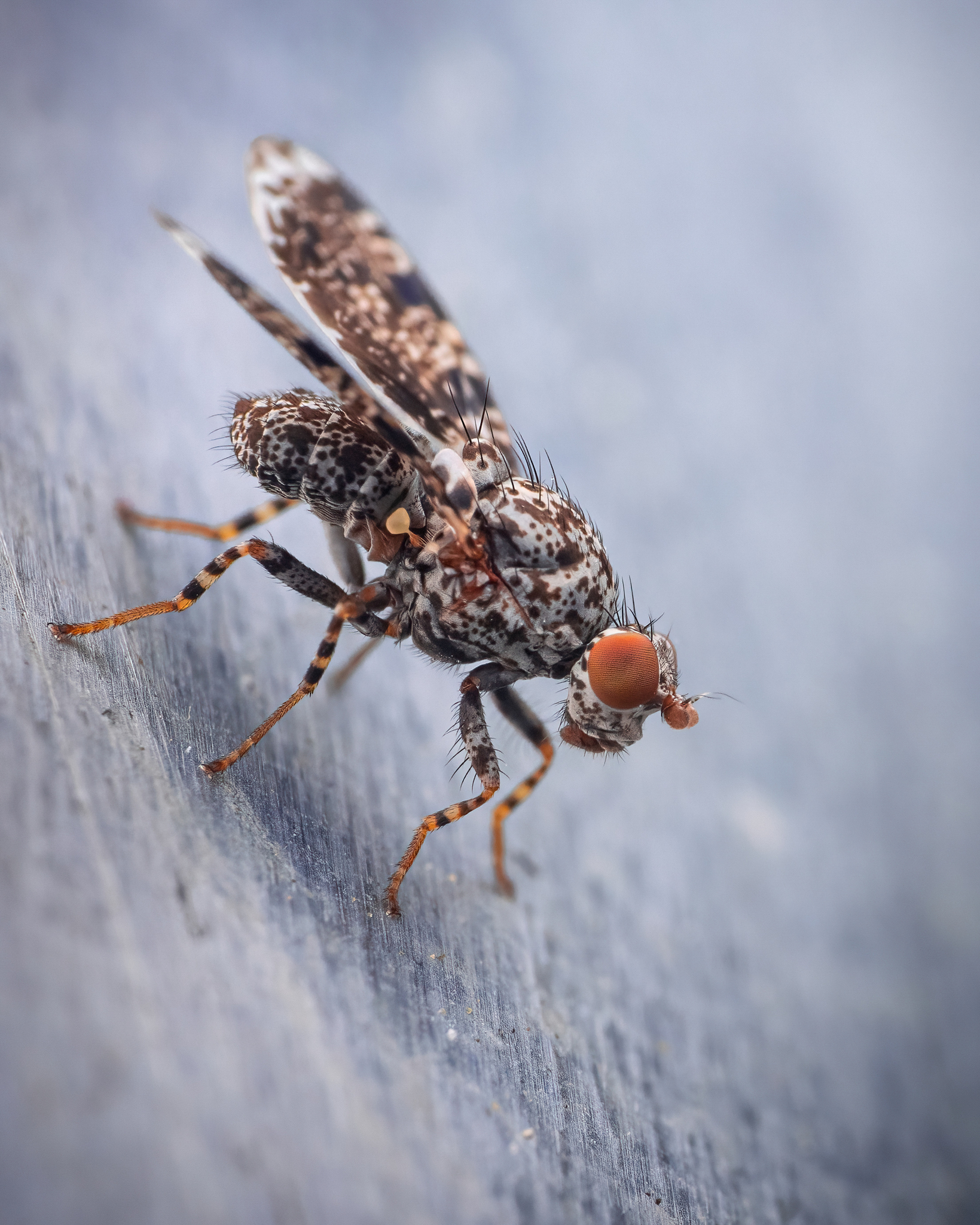
Ze złożonymi skrzydłami

Samica składa jaja na konarach martwych drzew liściastych. Larwy szukają pożywienia w rozkładającym się drewnie, gdzie dochodzi także do przepoczwarzenia. Prawdopodobnie dwa pokolenia w sezonie.
Stwierdzono żerowanie imagines na odchodach ksylofagicznych chrząszczy. Muchówki odnaleziono także zwabione do pułapek z piwa oraz z wina.

## Występowanie
Gatunek pochodzenia nearktycznego. Rozpowszechniony w całych Stanach Zjednoczonych, ale najpospolitszy na wschodzie kraju. W Kanadzie stwierdzony z Quebec, Ontario, Saskatchewan, Alberty i Kolumbii Brytyjskiej.
W Europie po raz pierwszy odnotowany z południa Szwajcarii w 2007 roku. Później odnaleziony we Włoszech, Niemczech, Holandii, Francji, Słowenii, Słowacji, Węgrzech, Czechach, Austrii, Belgii, Polsce, Ukrainie, Rumunii, San Marino, Chorwacji, Hiszpanii, Luksemburgu, Bośni i Hercegowiny, Serbii, Bułgarii, Mołdawii i Białorusi.
Pierwsze potwierdzone stwierdzenie Callopistromyia annulipes w Polsce pochodzi z 2018 roku z Wrocławia. Od tamtej pory obecność muchówki odnotowano w województwie lubuskim, zachodniopomorskim, wielkopolskim, łódzkim, mazowieckim, lubelskim, świętokrzyskim, małopolskim, śląskim,  opolskim i południowym kujawsko-pomorskim.